# 金容江
金 容江（キム・ヨンガン、朝鮮語: 김용강、英語: Yong-Kang Kim、1965年1月3日 - ）は、大韓民国の元プロボクサー。全羅南道和順郡出身。元WBA・WBC・リングマガジン世界フライ級王者。

## 来歴
1985年4月6日、プロデビュー（4回KO勝ち）。
1987年1月17日、11戦目で韓国ライトフライ級王座獲得。
1987年12月11日、15戦目でOPBFライトフライ級王座獲得。翌1988年2月20日には初防衛に成功。
1988年7月24日、東洋太平洋王座在位のまま世界初挑戦。1階級上のWBC世界フライ級王者ソット・チタラダ（タイ）に挑み、12回判定勝ち。17戦目にして無敗の世界王者となった。世界王座獲得に伴い、東洋太平洋王座は返上。11月12日の初防衛戦ではエミール松島（フィリピン出身、洛翠ジム所属）、翌1989年3月5日の2度目の防衛戦ではレパード玉熊をそれぞれ12回判定で勝利。
1989年6月3日、3度目の防衛戦でチタラダと再戦し、12回判定負け。世界王座から陥落すると同時に、プロ初敗戦となった。
1989年11月25日、再起戦で元WBC世界ライトフライ級王者李烈雨との同国人対決に10回判定負け。その後、2戦連続KO勝ち。
1990年9月29日、2階級制覇を目指し、WBA世界スーパーフライ級王者カオサイ・ギャラクシー（タイ）に挑むが、6回KO負け。これが金の生涯全戦績中唯一のKO負けとなった。
1991年6月1日、フライ級に戻しての世界再挑戦。WBA世界フライ級王者エルビス・アルバレス（コロンビア）に挑み、12回判定勝ち。2年ぶりに世界王座返り咲きを果たす。その後、2度の防衛に成功。
1992年9月26日、3度目の防衛戦でアキレス・グスマン（ベネズエラ）に12回判定負けを喫し、王座陥落。その後、2年間試合から遠ざかる。
1994年9月25日、2年ぶりの再起戦でいきなりの世界挑戦。WBA世界フライ級王者セーン・ソー・プロエンチット（タイ）に挑むが、12回判定負けで2度目の王座返り咲きならず。
1995年3月25日の再起戦（ノンタイトル10回戦）で判定勝ちしたのを最後に現役を引退した。

## 獲得タイトル
- WBC世界フライ級王座（防衛2）
- WBA世界フライ級王座（防衛2）
- リングマガジン世界フライ級王座